# Leones de Médici

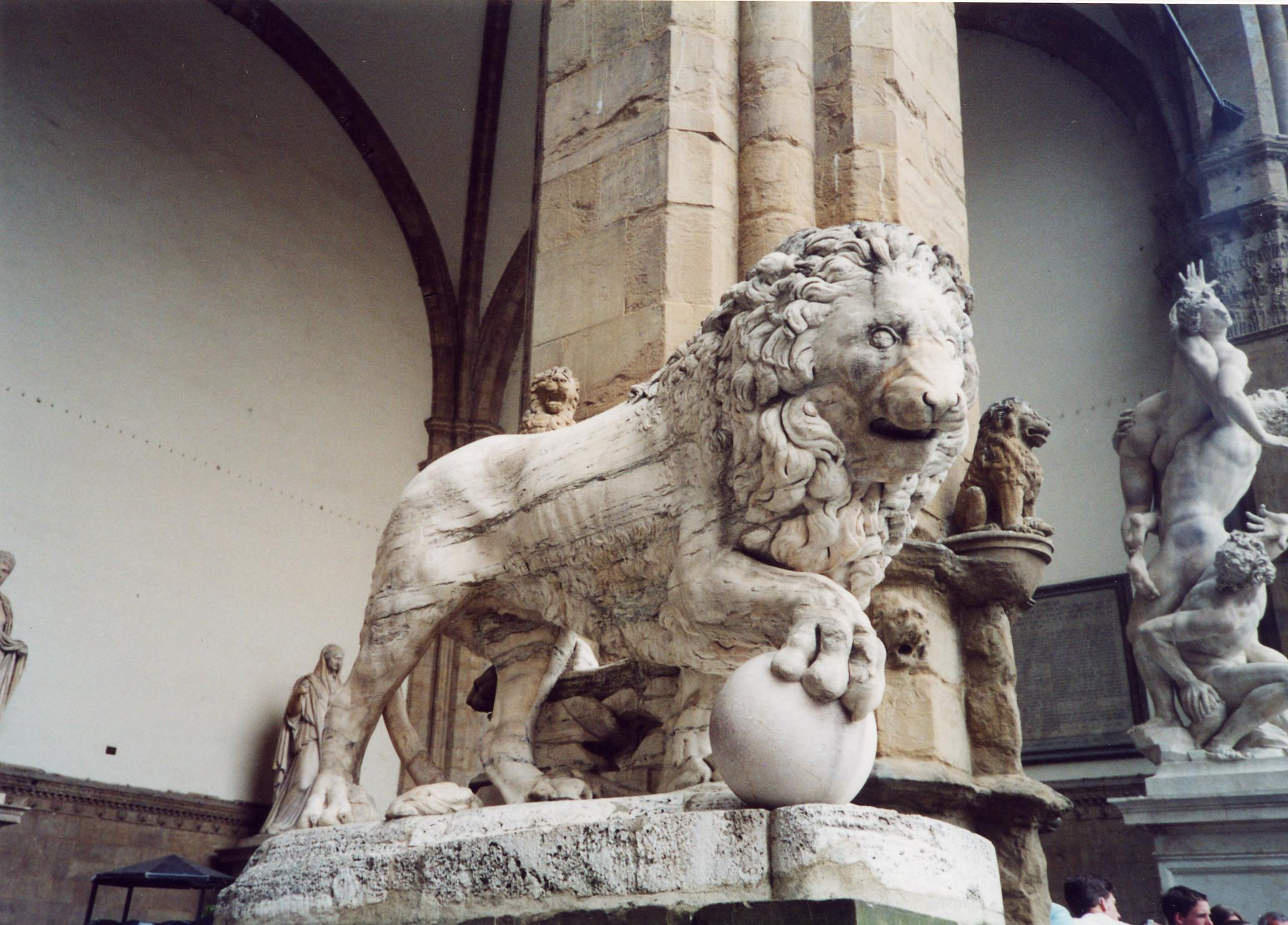
León de Fancelli.

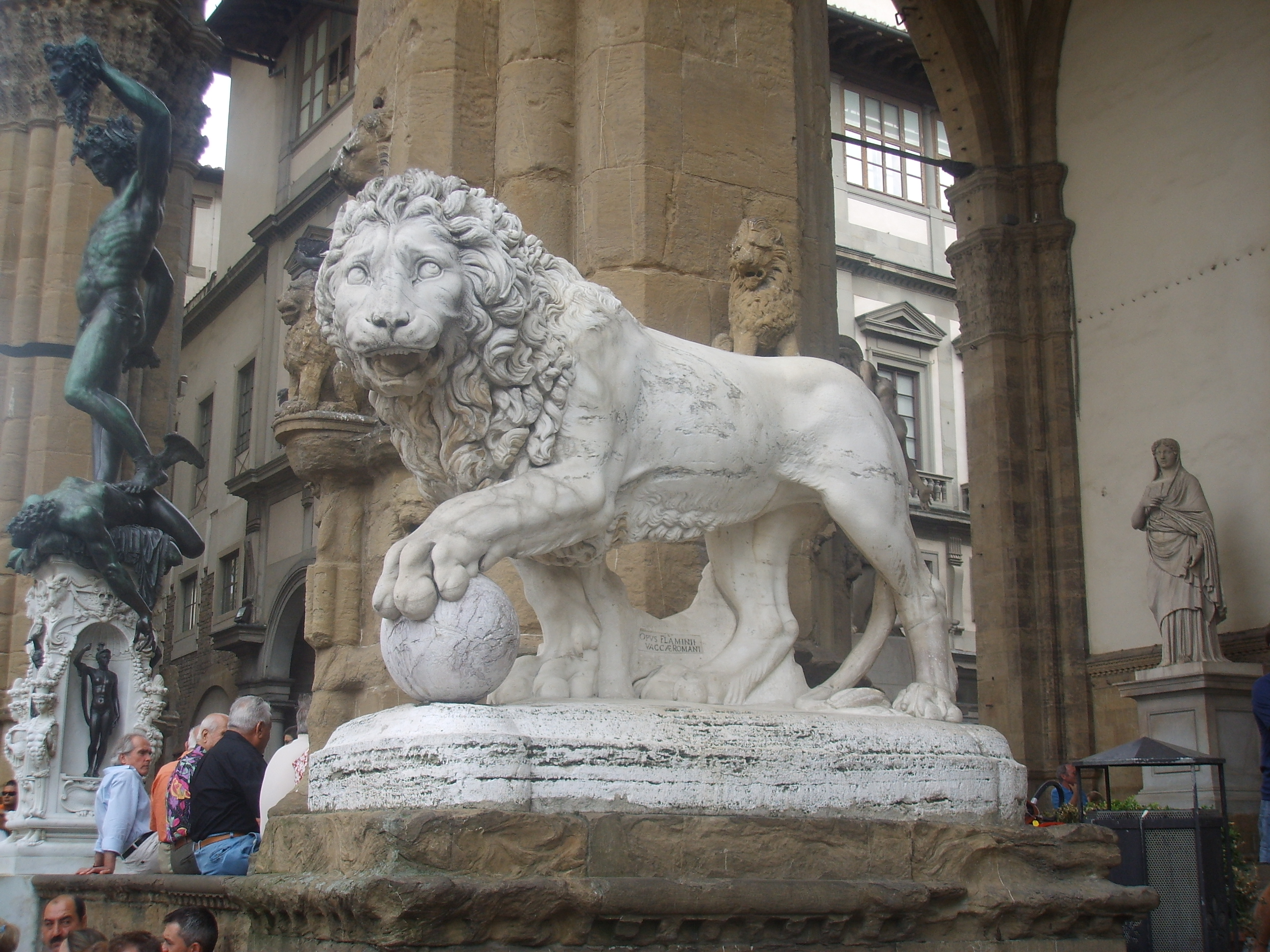
León de Vacca.

Los leones de Médici son una pareja de esculturas de mármol de leones, una de ellas de origen romano, y la otra del siglo XVI. Ambas fueron situadas en torno a 1598 en la Villa Médici de Roma y desde 1789 se han expuesto en la Logia dei Lanzi, Florencia. Las esculturas representan leones de pie con una esfera o bola bajo una pata, mirando a un lado. Los leones de Médici han sido copiados, directamente o con variaciones, en muchos otros lugares.

## Historia
Una pareja de leones fue adquirida por Fernando I de Médici, Duque de Toscana, el cual adquirió la Villa Médici en 1576, para que sirvieran de adornos majestuosos de la escalera del jardín de la villa, la llamada Logia de los Leones.
El primer león es originario del siglo II d. C. en mármol y que fue en primer lugar mencionado en 1594 por el escultor Faminio Vacca, el cual por aquel entonces estaba ya en la colección de Fernando. Vaca informó de que había sido encontrado en la Vía Prenestina, fuera de la Puerta de San Lorenzo. De acuerdo a Vacca, el león había sido un relieve que fue tallado sin fondo y que fue modificado por Giovanni Sciarano o Giovanni di Scherano Fancelli.
El segundo león fue hecho y firmado por el propio Vacca, también en mármol, como pareja para la antigua escultura en una fecha que puede ir entre 1594 y 1598 o entre 1570 y 1590. La pareja fue colocada en la Logia de los Leones en 1598. El nuevo león se hizo de un capitel que venía de las ruinas del Templo de Júpiter Optimus Maximus.
La Villa Médici fue heredada por la Casa de Lorena en 1737, y en 1787 los leones fueron trasladados a Florencia, y desde 1789 flanquean el pasaje de la Logia de Lanzi de la Plaza de la Señoría (Piazza della Signoria).
Las esculturas fueron reemplazadas por copias en la Villa Médici cuando Napoleón trasladó la Armada Francesa de Roma a la villa en 1803. Estas copias fueron realizadas por el escultor francés Augustin Pajou.

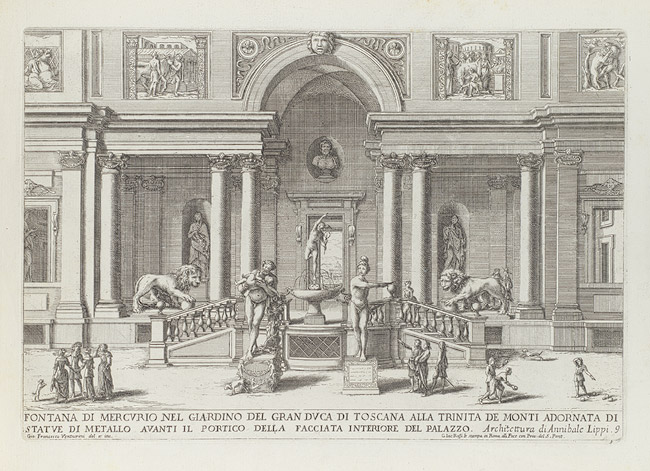
Los leones de Médici en la Villa Médici (Giovanni Francesco Venturini 1691)
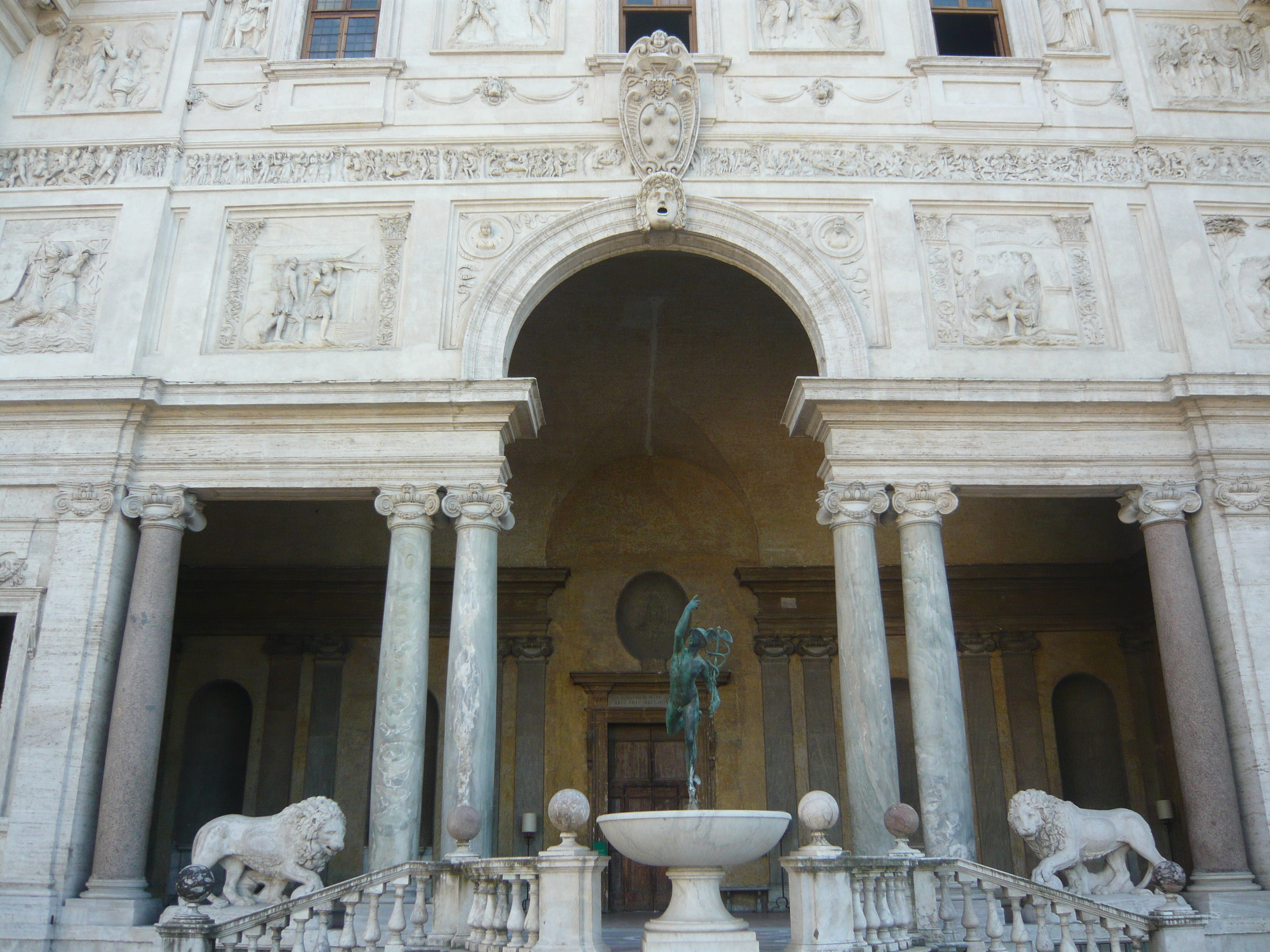
Los actuales leones de Medici en la Villa Médici en Roma
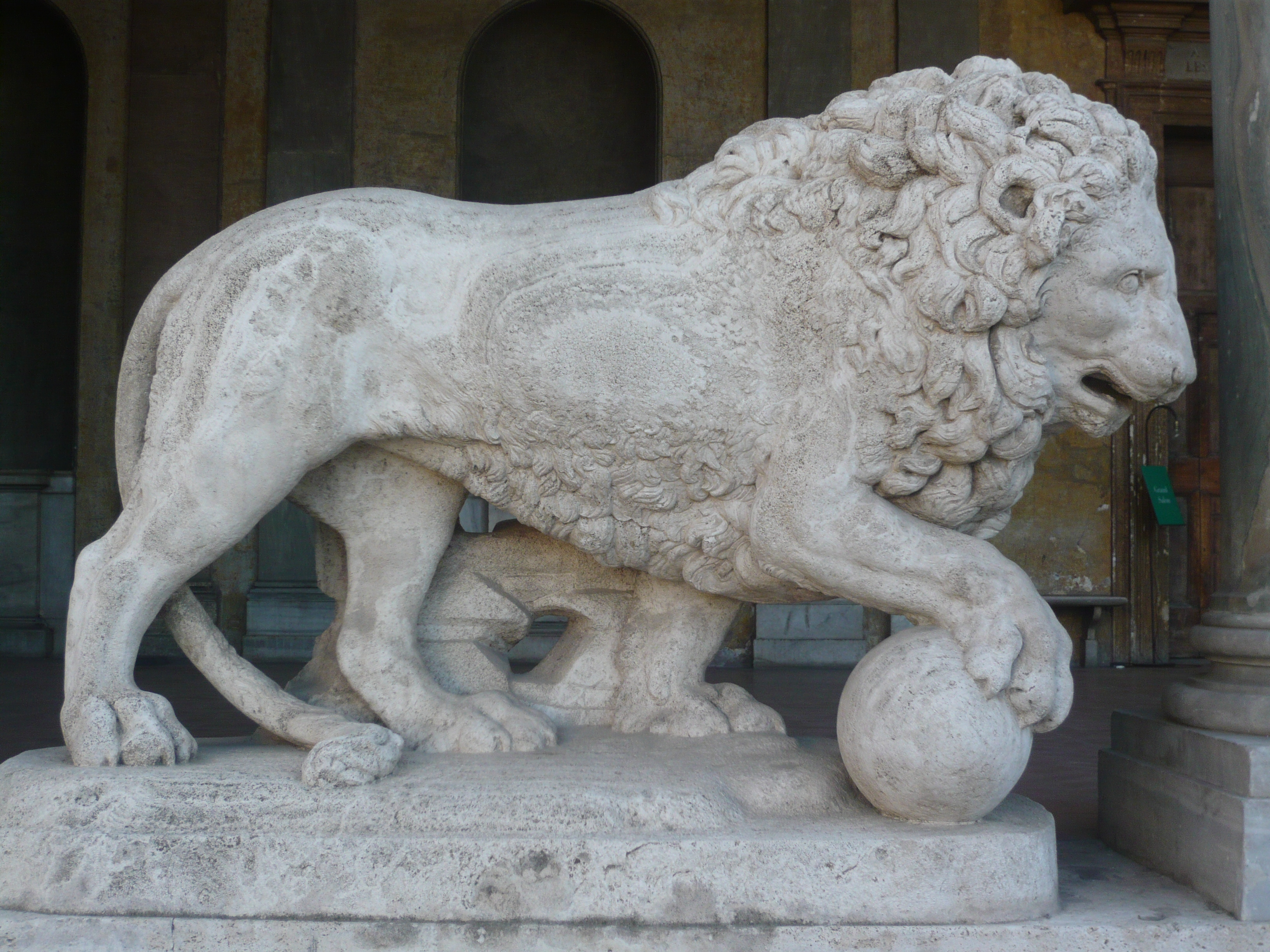
León de Médici por Augustin Pajou en la Villa Médici
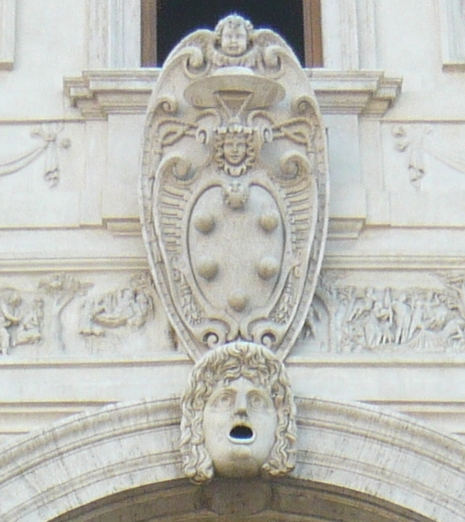
El escudo de armas de los Médici sobre la Logia de los Leones

## Copias
Los leones originales de Médici del siglo XVI están desde 1789 en la Logia de Lanzi de Florencia. Se han realizado diversas copias. Sin embargo, existe una escultura más pequeña de bronce, realizada también en el siglo XVI por Pietro da Barga, que muestra a un león muy similar a estos dos.  Pietro da Barga tiene una trayectoria artística relacionada con copiar esculturas clásicas a pequeña escala en bronce.

### España
- Leones en bronce dorado realizados por Matteo Bonucelli en el Salón del Trono del Palacio Real de Madrid (1651).
- Leones en piedra en los Jardines de Monforte de Valencia por José Bellver (siglo XIX).
- Leones en el Parque de Canalejas de Alicante.

### Suecia
- Escultura en bronce en la Real Academia Sueca de Edificios Artísticos, Estocolmo (antes de 1735).[11]
- Escultura en bronce en el Real Instituto de Arte, Estocolmo (1995).
- Escultura en bronce en Nacka, Estocolmo (1996).[12]

### Gran Bretaña
- Esculturas en plomo en Stowe House, atribuidas a John Cheere (en torno a 1775-1779). Anteriormente situadas en el Parque Stanley, Blackpool (1927-2013).[13]
- Escultura en el parque de Kedleston Hall, esculpida por Joseph Wilton (en torno a 1760-1770).[14]
- Dos versiones de piedra artificial se encuentran en el jardín de Osborne House (1845-1851), Isla de Wight.[15]
- Esculturas en el Parque Stanley, Blackpool (2013). Previamente los leones de Stowe House estuvieron situados ahí (1927-2013).[16]

### Rusia
- La Cascada del León en bronce en el Palacio Peterhof (1799-1801).
- Esculturas en mármol en la Residencia Lobanov-Rostovsky (construida en 1817-1820).[17]
- Esculturas en bronce en la escalera del antiguo Palacio de Mikhailovsky (construido en 1819-1825).[18]
- Esculturas en la entrada del Palacio Yelagin (completada en 1822).
- Los leones en el muelle de Dvortsovaya en bronce en el terraplén del Almirantazgo (1832).
- Seis pares de leones de mármol esculpidos en el Palacio de Voronstov (instalado en 1848).

### Italia
- Esculturas en mármol por Agustín Pajou en la Villa de Médici (1803).[9]

### Alemania
- Cuatro versiones en miniatura que rodean el Akademie o Löwebrunnen en el jardín del palacio (1807-1811), Stuttgart.
- Dos versiones doradas como parte de la Fuente del León enfrente del Palacio Glienicke (1824-1826), Berlín.
- Estatuas en la entrada del Schloss Monrepos, Ludwigsburg (de desconocido origen).[19]

### Estados Unidos
- Los Leones Florentinos en bronce en el Parque Fairmount, Filadelfia (realizados en 1849, instalados en 1887).
- La pareja de leones en el final occidental del epónimo Puente de los Leones en San Agustín, Florida (construido en 1925-1927, reconstruido en 2011-2012)
- Escultura en piedra caliza en el Museo de Arte al Aire Libre, Colorado (fundado en 1821).
- Los leones que están en la ciudad de San Agustín FL. Que se encuentran en el puente de los Leones que conecta la isla Anastasia con el centro de San Agustín en su lado Norte.El puente abrió el 26 de febrero de 1927.Las estatuas fueron un regalo de Dr.Andrew Anderson II y fueron hechas por el escultor italiano F.Romanelli de mármol blanco y sus nombres son firme y fiel (Firm and faithful).

### Estonia
- Los Leones Suecos en bronce en Narva, Estonia. Una versión de uno de los Slottslejonen fue primero erigida en 1936 pero destruida en 1944 durante la ocupación alemana. Una copia de tamaño reducido de un león de Médici fue re-erigida en la Real Academia Sueca de Artes en el 2000.

### Francia
- Algunas esculturas en la Terrasse des Orangers en el Parque de Saint-Cloud, Hauts-de-Seine, París (origen desconocido).

### Hungría
- Estatuas en Pétervására, Hungría (origen desconocido).

## Esculturas similares

### Finlandia
- Parolan Leijona (El León de Parola, en finés) en un pedestal de cuatro metros de alto en Hattula. Erigido en 1868 para conmemorar la visita en 1863 de Alejandro II de Rusia.[20]

### Suecia

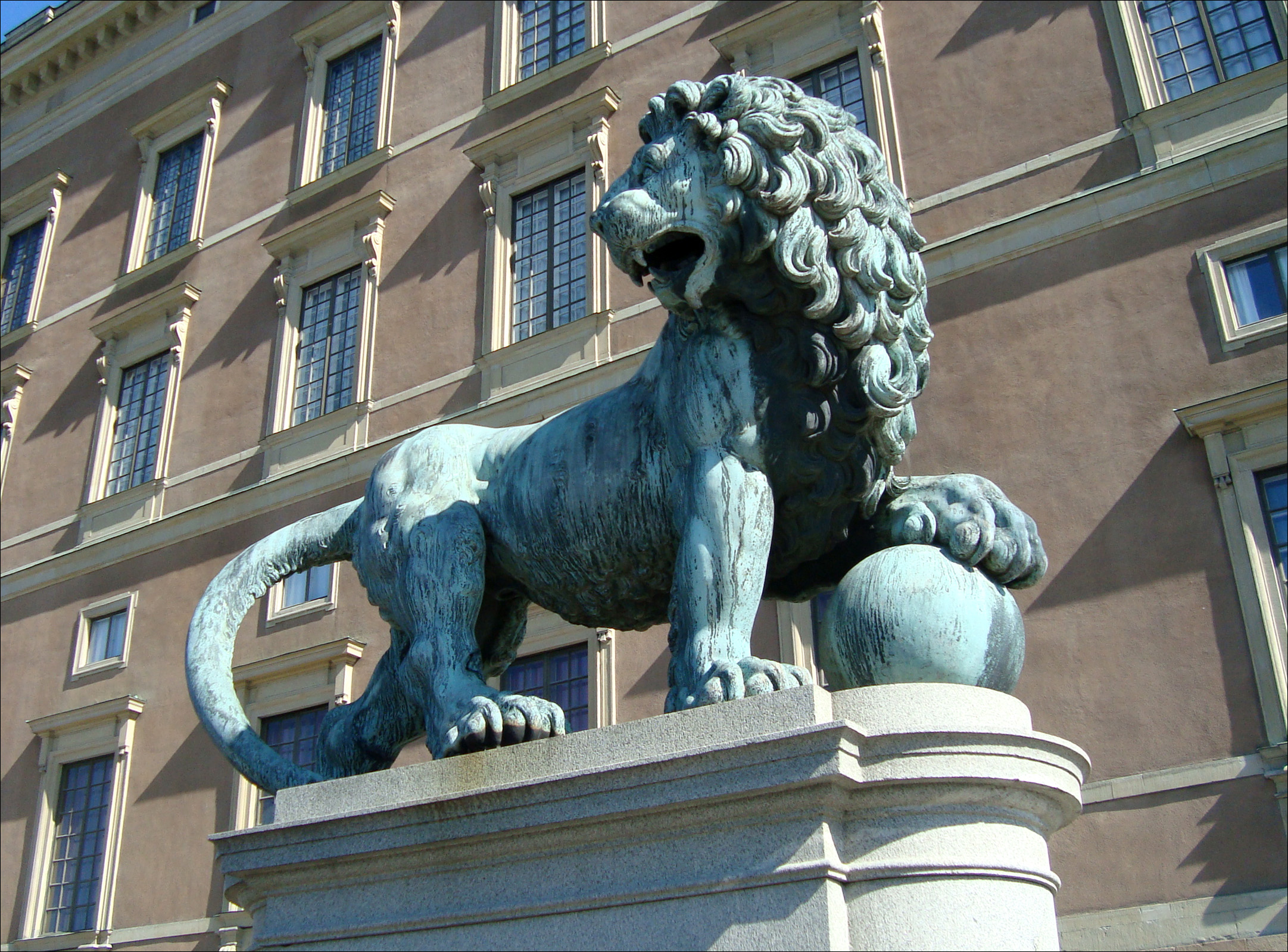
Slottslejonen en el Palacio Real de Estocolmo

- Slottslejonen (Palacio de los Leones, en sueco) en bronce, por Bernard Foucquet en el Palacio Real, Estocolmo (1700–1704).

### Bélgica
- León de Waterloo en hierro por Jean-François Van Geel en Waterloo (1826).

### India
- Estatua del Puente Fitzgerald en Pune, India (1866).

### España
- Leones en yeso en la Capitanía General de Sevilla, realizados para el molde de los actuales Leones del Congreso, con diseño de Ponciano Ponzano (1865).
- Leones de bronce del Congreso de los Diputados (1865).